# 西野美緒
西野 美緒（にしの みお、1972年3月28日 - ）は、日本の元AV女優。京都府出身。

## 略歴
1993年、単体AV女優として活躍。現在は引退。

## 人物
FANZAプロフィールでは、バスト:Fカップとしている。
趣味:競馬、サーフィン。

## 主な出演作品

### アダルトビデオ
1993年
- 悶絶乳むすめ（2月5日、アリスJAPAN）
- 奥様お尻をどうぞ（3月19日、アリスJAPAN）
- 不法侵乳（4月4日、マックス・エー）
- 巨乳プルプルプリンセス（4月30日、アリスJAPAN）
- スーパープリンセス（6月1日、サクセス・ビデオ・コミュニティー）＊「悶絶乳むすめ」他を再編集したもの
- 挑発のくちびる　熱いカラダでオトシマエ（7月30日、エイトマン）他出演:樹まり子
- 大快楽! 西野美緒 乳ばさみ（8月30日、h.m.p）
- 本じこみ おちおち締まるヒマもない（9月14日、エイトマン）共演:伊藤真紀
- 肉弾パワー・ボム（9月30日、マックス・エー）
- 極太めった撃ち 乳けいれん（10月14日、h.m.p）
- 胸がモリモリ（10月29日、アリスJAPAN）
- 女体監禁（11月1日、サクセス・ビデオ・コミュニティー）
- 淫ら妻　野菜いじめ（11月25日、マドンナ社）他出演:森山美麗
- 豊乳 拘束（11月26日、アリスJAPAN）
- ニトロ・ボディ 一触即発（12月3日、マックス・エー）
- 肉盛りフィット牝クラブ（12月24日、アリスJAPAN）
- 巨乳市場（12月28日、コロナ社）他出演:岸ゆり、一色麗矢、橘ますみ

1994年
- おっぱいが恋しくて!　プルプルボディー（1月5日、芳友舎）
- 乳房に埋もれて眠りたい（2月18日、コンフィデンス）
- 美乳の微笑（3月25日、ホップビデオ）
- 熱い欲情（3月、サクセス・ビデオ・コミュニティー）
- 乳よ あなたは強かった（4月15日、アリスJAPAN）
- 人妻画報（4月24日、メディアステーション）他出演:かわいなつみ
- 監禁　ボディドール（5月13日、マックス・エー）
- スーパープリンセス 2（6月1日、サクセス・ビデオ・コミュニティー）
- フラッシュパラダイス（6月10日、アリスJAPAN）
- 女尻（7月29日、アリスJAPAN）
- 若奥様桃色日記 卑弥呼 岡崎美女 藤田リナ 西野美緒 本木まり子（9月24日、笠倉出版社）全5名
- 豊乳（11月4日、サクセス・ビデオ・コミュニティー）＊「女尻」他を再編集したもの
- AV巨乳年鑑 2（11月7日、笠倉出版社）全33名

1996年
- ザ・レイプ 5（2月14日、笠倉出版社 CAV36-67）全10名
- 暴れる乳首　またがる姉の誘惑（パパイア工房 IPP-003）

1997年
- 美乳・巨乳15年史 ぼよよん編（7月1日、h.m.p）他出演:奈保子、加山なつ子、菊池エリ、五島めぐ、星みちる、北岡錦、一色麗矢、南条レイ、里美エリ、藤谷しおり、飛鳥いずみ、森かすみ、香取さやか

1999年
- 巨乳美人妻　愛の官能劇場 1（1月2日、笠倉出版社）他出演:宏岡みらい、篠原真女、岡崎美女、小林ひとみ、有賀美穂、卑弥呼、ほか多数
- ルネッサンス 蘇るAVアイドル（9月2日、h.m.p）他出演:星野ひかる、菊池えり、響奈美、沙也加、沙羅樹、咲田葵、ほか多数
- AV巨乳コレクション2（10月1日、笠倉出版社）他出演:あいだもも、草凪純、木田彩水、庄司みゆき、藤谷しおり、細川しのぶ、秋本那夜、一の樹愛、菊池えり、冴島奈緒、ほか多数

2000年
- 不法侵乳 ダイジェスト版（1月1日、マックスエー MAX-A）全7名
- プレミアム大全集 美乳アイドル編（6月16日、メディアバンク AOD-013）全50名
- 巨乳100連発!! 2（7月10日、h.m.p IRV01-48）全12名
- アリスJAPAN 2001（12月8日、アリスJAPAN）他出演:あいだもも、白石ひとみ、朝岡実嶺、三浦あいか、瞳リョウ、小室友里、椎名舞、若菜瀬奈、中沢慶子、樹マリ子、ほか多数

2001年
- MAX-A Anniversary（1月19日、マックス・エー）他出演:白石ひとみ、朝岡実嶺、観月マリ、麻生早苗、小田なるみ、鈴木真里亜、草凪純、ほか多数
- AV20年史1（2月23日、デジタルドリーム）他多数出演
- 不法侵乳W（3月23日、アリスJAPAN）他出演:本木まり子

2002年
- 豊乳スペシャル 西野美緒 坂本リナ 麻生早苗（3月10日、サクセス・ビデオ・コミュニティ）全3名

2003年
- ノーカット4時間!! 西野美緒（5月23日、アリスJAPAN）「悶絶乳むすめ」「奥様お尻をどうぞ」「巨乳プルプルプリンセス」「胸がモリモリ」を収録。
- ノーカット4時間!! 西野美緒 2（7月4日、アリスJAPAN）「豊乳拘束」「肉盛りフィット牝クラブ」「乳よあなたは強かった」「フラッシュパラダイス」を収録。
- ブルーファイル（7月25日、マックス・エー）「肉弾パワーボム」「ニトロ ボディ」「監禁ボディドール 西野美緒」を収録。

2004年
- 愛恥母（7月25日、GPミュージアムソフト）共演：谷川みゆき
- 人妻・若妻・美乳妻20年史 デラックス（10月19日、FIVE STAR DAJ-047）全15名

2005年
- アリス・メモリアル 1993（12月16日、アリスJAPAN）他出演:観月マリ、本田聖奈、本木まり子

2006年
- LEGEND OF QUEEN VOL.6（10月27日、アールエフプランニング）他出演:冬木あずさ]、麻宮千聖、かとう由梨

2007年
- アリスピンクファイル あの新基準モザイクで魅せる!（6月29日、アリスJAPAN）

2009年
- 黄金伝説 西野美緒の原点（8月28日、マックス・エー）「肉弾パワーボム」「ニトロ・ボディ」「監禁ボディドール」を収録。

2011年
- アリスピンクファイル歴代人気女優20名（6月24日、アリスJAPAN PDV-141）他出演:美竹涼子、及川奈央、小沢なつき、萩原舞、草凪純（加納瑞穂）、水沢早紀、鈴木麻奈美、来生ひかり、美里真理、美上セリ、佐山愛、川浜なつみ、深田美穂、小室友里、若菜瀬奈、桜樹ルイ、細川百合子、みひろ、田村香織 全20名

2012年
- AV女優100人 3 超人気女優から、幻の女優まで（6月13日、オールアダルトジャパン）他99名出演

2019年
- アリスJAPAN35周年BEST（7月13日、アリスJAPAN）全32名

発売日不明
- 巨乳人妻調教ゴージャス（バリーズ BLD-001）他出演:森尾ひとみ、新堂有美 DVD

### Vシネマ・オリジナルビデオ
- 美女奉行 おんな牢秘抄（1995年3月24日、キングレコード）監督:新村良二 - 美緒 役 [4]
- 極道の2号たち 2 嗚呼！現金と共に去りぬ (1997年、ミュージアム) 監督:石原興 [5]
- 電脳大奥（1997年11月21日、新東宝）監督:友松直之 共演:白石ひとみ、清水ひとみ [6]
- 喪服の女（1998年、アリカンテ）監督:友松直之 共演:小田かおる、佐々木彩、川上ゆう [7]
- 喪服白書 線香の香りは淑女の匂い（1998年6月5日、オンリーハーツ）監督:友松直之 共演:佐々木彩、小田かおる [8]
- 聖職者の下半身 2 痴漢教師（1999年1月22日、ピンクパイナップル）監督:金田敬 主演 [9]
- ナニワ痴女金融（1999年1月22日、レジェンド・ピクチャーズ）監督:杉山太郎 共演:優木里緒奈 [10]
- 満たされない人妻（おんな） 昼下がりの秘密（1999年10月18日、レジェンド・ピクチャーズ）監督:片岡修二 [11]
- 満たされない人妻（おんな） 情事の代償（1999年11月19日、レジェンド・ピクチャーズ）監督:片岡修二 [12]
- 新任バスガイド 狙われた秘湯ツアー（1999年12月22日、TMC）監督:井上真介 共演:川村朋美、青山円、翔見磨子 - かほる 役 [13]
- 快楽エステ 淫らな指（2000年11月21日、ミュージアム）監督:種井亮太 共演:安里祐加 [14]
- 愛恥母（2002年11月25日、ジーピー・ミュージアム）監督:亀井亨 [15]
- エクスタシースペシャル 新任バスガイド（2004年2月22日、TMC）監督:海津昭彦 [16]
- 人妻三昧 総集編（2004年4月23日、オンリーハーツ）監督:奥田真平 共演:望月ねね、藤乃木あさひ、佐々木彩、小田かおる、瀬名かずき [17]
- ニュースキャスター・麻有美（2003年10月25日、ミュージアム）監督:愛染恭子 共演:香川まりか、水原香菜恵 [18]
- 官能旅情ロマン 港町の人妻 あなたが漁に出てる間に（2004年1月10日、ハピネットピクチャーズ）監督:坂本礼 ※「豊満美女 したくて堪らない！」を改題しオリジナルビデオ化したもの[19]
- 熟女館 たっぷり人妻・総集編（2006年5月26日、オンリーハーツ）監督:久保寺和人 他 [20]

### 成人映画
- 失神OL 婦人科検診 2（1993年11月19日公開、エクセス）監督:浜野佐知 [21]
  - 恥ずかしい検診 興奮のOL（2010年公開、エクセス）監督:浜野佐知 ※「失神OL 婦人科検診 2」を改題したもの [22]
- 痴漢ストーカー 狙われた美人モデル（2001年6月29日公開、新東宝）監督:藤原健一 共演:沢木まゆみ、中川真緒 - 小川緑 役 [23]
- 豊満美女 したくて堪らない！（2003年3月11日公開、新東宝）監督:坂本礼 - 主役:渡辺嘉子 役 [24]

## 書籍

### 雑誌
- Girl Friends 1993年5月号（若生出版）
- ACTRESS 1993年8月号（リイド社）
- URECCO 1993年9月号（ミリオン出版）
- 魅惑のランジェリー 1993年9月号（光彩書房）
- Sweet Lingerie 3（1993年9月25日、英知出版）
- GAL’Sコレクション 冬 1994年1月号（少年画報社）
- THE SPARK GIRLS Vol.3（1994年5月1日、ベストセラーズ）
- Super Shot 完全保存版（1995年4月15日、英知出版）